# Холодноярське
Холодноярське — заповідне урочище місцевого значення. Об'єкт розташований на території Вовчанської міської громади Чугуївського району Харківської області, Старицьке лісництво квартал 12, виділ 9.
Зарезервоване для заповідання у 1997 році. Перебуває у віданні ДП «Вовчанське лісове господарство».
Площа — 10 га, статус отриманий у 2005 році.
Охороняється ділянка лісу на схилах правого берега річки Сіверський Донець, де зростають 180-200 річні дуби. В трав'яному ярусі трапляються рідкісні види: тюльпан дібровний, воронець колосистий, вороняче око звичайне, дзвоники персиколисті тощо.
Угруповання кленово-липово-дубового лісу волосисто-осокового та яглицевого занесені до Зеленої книги України.